# Puchar Wysp Owczych w piłce nożnej (2010)/Strzelcy
Od 21 marca 2010 na Wyspach Owczych są organizowane rozgrywki Pucharu Wysp Owczych w piłce nożnej (2010) (far. Løgmanssteypið). Piłkarze zdobyli 72 bramki, co daje 3,60 gola na mecz. Padła jedna bramka samobójcza. 13,8% wszystkich goli zdobyli zawodnicy spoza Wysp Owczych.

## 07 Vestur
0 zdobytych bramek

## AB Argir
7 zdobytych bramek
3 gole
- Evrard Blé

1 gol
- Téhé Aristide
- Nikolaj Eriksen
- Mortan úr Hørg
- Kenneth Jacobsen

## B36 Tórshavn
10 zdobytych bramek
2 gole
- Jákup á Borg
- Hjalgrím Elttør
- Bárður Olsen

1 gol
- Símun Joensen
- Klæmint Matras
- Christian Mouritsen
- Magnus Olsen

## B68 Toftir
5 zdobytych bramek
2 gole
- Ndende Adama Gueye

1 gol
- Øssur Hansen
- Jóhan Dávur Højgaard
- Poul Poulsen

## B71 Sandoy
2 zdobyte bramki
1 gol
- Símin Hansen
- Bojan Zivic

## EB/Streymur
9 zdobytych bramek
3 gole
- Arnbjørn Hansen

2 gole
- Sorin Anghel[1]

1 gol
- Kristoffur Jakobsen
- Leif Niclasen
- Gudmund Nielsen
- Hans Pauli Samuelsen

## FC Hoyvík
5 zdobytych bramek
3 gole
- Jørgin Meitilberg

1 gol
- Bogi Hermansen
- Sunnleif Midjord

## FC Suðuroy
7 zdobytych bramek
2 gole
- Jón Krosslá Poulsen

1 gol
- Palli Augustinussen
- Obi Ikechukwu Charles
- John Poulsen
- Arthur Tausen
- Mamuka Toronjadze

## FF Giza
1 zdobyta bramka
1 gol
- Fróði Vang

## HB Tórshavn
0 zdobytych bramek

## ÍF Fuglafjørður
8 zdobytych bramek
2 gole
- Øssur Dalbúð

1 gol
- Jan Ellingsgaard
- Poul Ennigarð
- Rógvi Jacobsen
- Dánjal á Lakjuni
- Karl Løkin
- Áki Petersen

## KÍ Klaksvík
1 zdobyta bramka
1 gol
- Henry Heinesen

## MB Miðvágur
0 zdobytych bramek

## NSÍ Runavík
0 zdobytych bramek

## Royn Hvalba
1 zdobyta bramka
1 gol
- Poul Poulsen

## Skála ÍF
3 zdobyte bramki
1 gol
- Jóhan Funn
- Brian Jacobsen
- Jørmund Joensen

## TB Tvøroyri
0 zdobytych bramek

## Undrið FF
2 zdobyte bramki
1 gol
- Christian Vilhelm Jacobsen

Gol samobójczy
- Leivur Holm Joensen (FF Giza)

## Víkingur Gøta
11 zdobytych bramek
6 goli
- Súni Olsen

2 gole
- Atli Gregersen

1 gol
- Sam Jacobsen
- Finnur Justinussen
- Sølvi Vatnhamar